# ازدواج مانوس
ازدواج مانوس (انگلیسی: Manus marriage) یک نوع ازدواج روم باستان بود، که به دو شکل موجود بود: «کوم مانو» و «سینه مانو». در کوم مانو پس از ازدواج زن تحت کنترل قانونی شوهر قرار می‌گرفت واز  کنترل پدرش آزاد می‌شد و عضوی از خانواده شوهرش می‌شد، پس از آن در زیر کنترل شوهر یا پدرشوهرش زندگی می‌کرد. زن در کوم مائو به‌طور قانونی توسط شوهرش به فرزندخواندگی گرفته می‌شد، او مانند سایر فرزندان خانواده در مورد مسائل جانشینی ارثی دریافت می‌کرد و پس از آن نه از پدر، بلکه از شوهرش به او ارث می‌رسید.
در یک ازدواج «سینه مانو»، زن پس از ازدواج همچنان تحت کنترل قانونی پدرش باقی می‌ماند. به عبارت دیگر عروس تحت کنترل نبود.
در ابتدا، کوم مانو تنها شکل ازدواج بود، اما در نهایت فقط ازدواج سینه مانو به‌طور گسترده انجام شد.